# Youssouf Sabaly
Youssouf Sabaly (* 5. März 1993 in Chesnay) ist ein französisch-senegalesischer Fußballspieler. Er spielt als Außenverteidiger.

## Karriere
Youssouf Sabaly begann seine Profikarriere in der Jugend von Paris Saint-Germain. Da er sich hier bei den Profis allerdings nicht behaupten konnte, wurde er 2013 an den FC Évian Thonon Gaillard ausgeliehen, wo er gute Leistungen zeigte und deswegen für ein weiteres Jahr ausgeliehen wurde. Derzeit ist der an den FC Nantes verliehen, für den er in der Ligue 1 spielt. Zur Saison 2016/17 wechselte Sabaly auf Leihbasis zu Girondins Bordeaux. Im Anschluss schloss er sich dauerhaft Bordeaux an.
Am 10. November 2017 debütierte Sabaly bei einem 2:0-Sieg gegen Südafrika im Rahmen der WM-Qualifikation in der senegalesischen Nationalmannschaft. Anschließend gelang ihm der Sprung ins senegalesische Aufgebot der Fußball-Weltmeisterschaft 2018. Im zweiten Gruppenspiel, dem 2:2 gegen Japan, gab er die Vorlage zur zwischenzeitlichen 1:0-Führung. Senegal schied wegen der Fair-Play-Wertung aus dem Turnier.
Im Sommer 2021 wechselte Sabaly ablösefrei nach Spanien zu Betis Sevilla.

## Erfolge
Betis Sevilla
- Spanischer Pokalsieger: 2022

Nationalmannschaft
- U20-Weltmeister: 2013